# Alhaurín de la Torre
Alhaurín de la Torre je obec v jižním Španělsku v autonomním společenství Andalusie, ležící asi 15 km od centra Málagy.
Obec je situována v comarce Valle del Guadalhorce v provincii Málaga, na východě sousedí s Málagou a je v současnosti jejím satelitem. Obec má přes 36 tisíc obyvatel, trojnásobek oproti roku 1991. Historické centrum je proto obklopeno novější zástavbou. Samotná obec pak obklopena několika sídlišti (Pinos de Alhaurín, Los Tomillares) rozprostírajícími se na úpatí pohoří Sierra de Mijas s výhledem do údolí řeky Guadalhorce.
Původ jména Alhaurín je nejasný. Poblíž obce jsou plantáže oliv a mandlí. Obec leží při silnici A 404 (silnice však obcí neprochází) spojující obce Churriana, Alhaurín de la Torre, Alhaurín el Grande a Coín s Málagou; buduje se pobřežní dálnice A7. Železniční napojení chybí. Hlavní třída procházející obcí se jmenuje Avenida de los Reyes Católicos. Obec je dopravně dostupná autobusy jedoucími z Málagy ve směru Alhaurín el Grande, Coín a Ronda.